# Cantonul Taninges
Cantonul Taninges este un canton din arondismentul Bonneville, departamentul Haute-Savoie, regiunea Rhône-Alpes, Franța.

## Comune
- La Côte-d'Arbroz
- La Rivière-Enverse
- Les Gets
- Mieussy
- Taninges (reședință)